# Commentary
Commentary é uma revista estadunidense mensal que cobre política, assuntos internacionais, judaismo e questões sociais, culturais e literárias. A revista foi lançada em 1945 por um comitê de judeus estadunidenses. Inicialmente era uma revista de idéias liberais e anticomunistas mas, a partir dos anos 60, tornou-se um dos ícones do neoconservadorismo.